# Aeroportul Kalima
Aeroportul Kalima (IATA: KLY, ICAO: FZOD) este un aeroport din Provincia Maniema, Republica Democratică Congo ce deservește zona Kalima.
Situat la o altitudine de 552 m, aeroportul dispune de 1 pistă.

## Infrastructură

### Piste
Aeroportul dispune de o singură pistă. Pista are orientarea 06/24. 